# مصعب بن المقدام
أبو عبد الله مصعب بن المقدام الخثعمي الكوفي مولى الخثعميين. أحد رواة الحديث النبوي.
روع عن: إسرائيل بْن يونس، والحسن بْن صالح بْن حي، وداود بن نصير الطائي، وزائدة بن قدامة، وسفيان الثوري، وعبد الملك بن جريج، وعكرمة بن عمار، وعمران بن أنس، وفضيل بن غزوان، وفطر بْن خليفة، ومبارك بْن فضالة، ومحمد بْن أبي حميد المدني، ومسعر بن كدام، وأبي حنيفة. روى عنه أحمد بن داود الحدانى، وأحمد بن العباس بن حماد بن المبارك التركى، وإسحاق بن راهويه، وجعفر بن محمد بن الصباح الحسن بن مكرم بن حسان، والحسين بن عيسى البسطامى، وحميد بن الربيع اللخمى، وشعيب بن أيوب الصريفينى، وأبو البخترى عبد الله بن شاكر، وأبو بكر عبد الله بن محمد بن أبى شيبة، وأبو بكر عبد الرحمن بن زبان بن أبى البخترى الطائى، وعبد الرحمن بن محمد بن سلام الطرسوسى، وعبد بن حميد تم علي بن جعفر الأحمر، وعلي بن حكيم الأودى، والقاسم بن زكريا بن دينار الكوفى. روى له مسلم والترمذي والنسائي ومحمد بن ماجه.
قال المفضل بن غسان الغلابي عن يحيى بن معين والدارقطني: «ثقة». وقال إِبراهيم بن عبد اللَّه بن الجنيد عن يحيى بن معين: «ما أرى به بأسا». قال أبو داود: لا بأس به. قال أبو حاتم: «صالح». وقال عبد اللَّه بن علي بن المديني عن أبيه: «ضعيف».قال محمد بن عبيد اللَّه بن المنادي: «كتبت عنه في أيام محمد بن زبيدة وكان قد جاء في ظلامة وكان رجلا عفطيا». ذكره ابن حبان في كتاب الثقات. قال علي بن حكيم الأودي عنه: «كنت أرى رأي الإرجاء فرأيت في منامي كأن في عيني صليبا فتركته».

## وفاته
قال عبيد اللَّه بن يحيى بن بكير ومحمد بن عبد اللَّه الحضرمي مات سنة 203 هـ .